# Robert for årets amerikanske film
Robertprisen for årets amerikanske film (siden 2019 Robertprisen for årets engelsksprogede film) er en filmpris der uddeles af Danmarks Film Akademi ved den årlige Robertfest.

## Prisvindere

### 1990'erne
- 1996 – Smoke
- 1999 – The Truman Show

### 2000'erne
- 2000 – The Straight Story
- 2001 – American Beauty
- 2002 – Ringenes Herre - Eventyret om Ringen
- 2003 – Gosford Park
- 2004 – The Hours
- 2005 – Lost in Translation
- 2006 – Sideways
- 2007 – Babel
- 2008 – Delt: The Bourne Ultimatum og Ratatouille
- 2009 – No Country for Old Men

### 2010'erne
| År   | Film                                      | Instruktør                  | Distributør                        |
| ---- | ----------------------------------------- | --------------------------- | ---------------------------------- |
| 2010 | Op                                        | Pete Docter                 | Walt Disney Studios                |
| 2011 | Inception                                 | Christopher Nolan           | Sandrew Metronome Filmdistribution |
| 2012 | Drive                                     | Nicolas Winding Refn        | Svensk Filmindustri                |
| 2013 | Operation Argo                            | Ben Affleck                 | Filmcompagniet                     |
| 2014 | Gravity                                   | Alfonso Cuarón              | Filmcompagniet                     |
| 2015 | Boyhood                                   | Richard Linklater           | UIP - Mis Label                    |
| 2016 | Birdman                                   | Alejandro González Iñárritu | Filmcompagniet                     |
| 2017 | The Revenant                              | Alejandro González Iñárritu | 20th Century Fox                   |
| 2018 | Manchester by the Sea                     | Kenneth Lonergan            | UIP                                |
| 2019 | Three Billboards Outside Ebbing, Missouri | Martin McDonagh             | 20th Century Fox                   |

### 2020'erne
| År   | Film                | Instruktør        | Distributør       |
| ---- | ------------------- | ----------------- | ----------------- |
| 2020 | Joker               | Todd Phillips     | Warner Brothers   |
| 2021 | 1917                | Sam Mendes        | Universal Studios |
| 2022 | Nomadland           | Chloé Zhao        |                   |
| 2023 | Triangle of Sadness | Ruben Östlund     |                   |
| 2024 | Oppenheimer         | Christopher Nolan | Universal Studios |